# Iaai (llengua)
Iaai ([jaːi]) és una llengua austronèsia parlada majoritàriament a l'illa d'Ouvéa, a les illes Loyauté, Nova Caledònia. Té al voltant de 4.078 parlants nadius, però no gaudeix de l'estatut de llengua regional de França, tot i ser la sisena llengua kanak en nombre de parlants. Tot i així s'ensenya en algunes escoles. Comparteix el seu espai amb el fagauvea, una llengua polinèsica.
La principal font d'informació sobre la llengua iaai són les diverses publicacions de les lingüistes Françoise Ozanne-Rivierre i Claire Moyse-Faurie de LACITO-CNRS.

## Fonologia
L'iaai és notable per la seva gran inventari de fonemes inusuals, en particular les seves consonants, amb una rica varietat de nasals sordes i aproximants. Potser és l'única llengua al món que posseeix una nasal retroflexa sorda.

### Vocals
L'iaai té deu qualitats vocals, totes les quals poden ser llargues i curtes. Hi ha poca diferència de qualitat en funció de la longitud.
|             | Frontal no arrodonida | Frontal arrodonida | Central | Posterior no arrodonida | Posterior arrodonida |
| ----------- | --------------------- | ------------------ | ------- | ----------------------- | -------------------- |
| Tancada     | i iː                  | y yː               |         |                         | u uː                 |
| Semitancada | e eː                  | ø øː               |         | ɤ ɤː                    | o oː                 |
| Semioberta  |                       | [œ œː]             |         |                         | ɔ ɔː                 |
| Oberta      | æ æː                  |                    | a aː    |                         |                      |

### Consonants
L'iaai té una distinció de sonoritat inusual en la seva sonorants, així com diverses coronals. A diferència de la majoria de les llengües canac, les oclusives sonores no són prenasalizades.
|            |          | (Palatalitzada) labial | Labiovelaritzada labial | Denti- alveolar | Alveolar | Retroflex | Pre-palatal | Velar | Glotal  |
| ---------- | -------- | ---------------------- | ----------------------- | --------------- | -------- | --------- | ----------- | ----- | ------- |
| Oclusiva   | Sorda    | p                      |                         | t̪               |          | ʈ         | c           | k     |         |
| Oclusiva   | Sonora   | (b)                    | bʷ                      | d̪               |          | ɖ         | ɟ           | ɡ     |         |
| Nasal      | Sorda    | m̥                      | m̥ʷ                      | n̪̥               |          | ɳ̊         | ɲ̊           | ŋ̊     |         |
| Nasal      | Sorda    | m                      | mʷ                      | n̪               |          | ɳ         | ɲ           | ŋ     |         |
| Fricativa  | Sorda    | f                      |                         | θ               | s        |           | ʃ           | x     |         |
| Fricativa  | Sorda    |                        |                         | ð               |          |           |             |       |         |
| Aproximant | Sorda    | ɥ̊                      | w̥                       |                 | l̥        |           |             |       | h       |
| Aproximant | Sorda    | ɥ                      | w                       |                 | l        |           |             |       | (vowel) |
| Bategant   | Bategant |                        |                         |                 |          | ɽ         |             |       |         |